# 新居昭乃
新居昭乃（1959年8月21日—）是日本的女性創作歌手，日本東京都出身。

## 概要
- 1986年出道。本人名義的作品雖都是由Victor Entertainment發行，但也為其他唱片公司提供許多動畫、遊戲、連續劇的主題曲，以及印象歌曲、電視廣告歌，或提供其他藝人樂曲、參與和聲等；偶爾也會把過去提供過的樂曲再自己唱過發行。
- 以主唱的身份參加團體『Goddess in the Morning』；曾是『Marsh-Mallow』的一員（2004年退出）。
- 幫日本味滋康(Mizkan)、可果美公司及東京電力公司的光纖服務製作聲音商標（sound logo）。
- 為天海祐希演出的廣告『TWINNINGS紅茶』（片岡物產）作曲，而此音樂並無CD化。
- 和同是音樂創作人種智子是相當親密的朋友；和音樂人恰拉亦有交情。
- 積極地投入Live表演。2006年3月到德國柏林與法國巴黎進行首次海外公演，當時在巴黎公演的情形收錄在CD『VHmusic 2 the first euro tour』，此專輯只在官方網站上限量發售。
- 近年來的作品幾乎都是和保刈久明共同創作；有些曲子會和深海魚共同製作或是獨力完成。

## 作品情報

### 單曲
- 約束（1986年7月5日）

1. 約束（劇場版動畫「沃太利亞」主題歌）
2. （劇場版動畫「沃太利亞」插入歌）

- （1986年10月21日）

1. Ring Ring

- （1992年1月21日）

1. （OVA「羅德斯島戰記」插入歌）
2. ETERNITY（OVA「羅德斯島戰記」印象歌曲）

- （1992年11月21日）

1. （劇場版動畫「風之大陸」印象歌曲）
2. Licao do Vento（劇場版動畫「風之大陸」印象歌曲）

- （1996年4月24日）

1. （劇場版動畫「羅德的紋章」片頭曲）
2. （歌：平松晶子）
3. （original karaoke）
4. （original karaoke）

- （1998年1月21日）

1. （電視動畫「星方武俠」前期片尾曲）
2. （Instrumental）
3. （Instrumental）

- （1998年4月22日）

1. （電視動畫「星方武俠」後期片尾曲）
2. （off vocal）
3. （off vocal）

- （1999年11月20日）

1. （電視動畫「傀儡師左近」片尾曲）
2. （without akino）

- （2001年2月21日）

1. （電視動畫「地球防衛家族」片尾曲）
2. （moonside version）
3. Reve
4. （without akino）

- （2002年5月22日）

1. （電視動畫「東京地底奇兵」片尾曲）
2. （without akino）

- （2004年8月4日）

1. （電視動畫「KURAU Phantom Memory」片頭曲）
2. （「森永咖啡拿鐵」電視廣告歌）
3. Airplane
4. （without akino）

- （2006年5月24日）

1. （電視動畫「ZEGAPAIN」片頭曲）
2. Aquarium on the Moon
3. （without akino）
4. Aquarium on the Moon（without akino）

- （2008年1月23日）

1. （電視動畫「ARIA The ORIGINATION」片尾曲）
2. （without akino）
3. （without akino）

- （2009年8月5日）

1. （电视动画「狼与香辛料」第二季片头曲）
2. （without akino）

### 專輯
- （1986年10月21日）

1. Ring Ring
2. 1999
3. Sky Lounge

- （1997年8月21日）

1. （OVA「羅德斯島戰記」印象歌曲重唱）
2. （OVA「守護我的地球」印象歌曲）
3. （OVA「守護我的地球」印象歌曲）
4. （OVA「守護我的地球」印象歌曲）
5. （OVA「羅德斯島戰記」片頭曲重唱）
6. VOICES（超時空要塞OVA「Macross Plus」片尾曲）
7. （OVA「守護我的地球」印象歌曲）
8. Licao do Vento
9. （OVA「守護我的地球」印象歌曲）
10. （「戀祈福惡魔先生」印象歌曲）
11. WANNA BE AN ANGEL（劇場版動畫「Macross Plus ~MOVIE EDITION~」插入歌）

- （1997年10月22日）

1. Reincarnation
2. OMATSURI
3. Black Shell
4. Solitude
5. Little Edie

- （2000年5月24日）

1. Flower
2. Orange Noel
3. Reve

- （2001年5月23日）

1. Zincite Trance
2. Satellite Song
3. （電視動畫「NOIR」片尾曲）
4. How about u
5. （marrakech mix）
6. Trance Transistor Table Radio
7. Welcome to Riskcaution Corporation

- RGB（2002年4月24日）

1. （電視動畫「羅德斯島戰記-英雄騎士傳-」印象歌曲重唱）
2. Little Wing
3. （電視動畫「羅德斯島戰記-英雄騎士傳-」印象歌曲）
4. （電視動畫「地球防衛企業」插入歌）
5. （RGB mix）
6. （劇場版動畫「帕盧姆之樹」片尾曲）

- （2004年9月8日）

1. New World
2. Roundabout Drive
3. Pool
4. N.Y.
5. Tune

- sora no uta（2005年11月23日）

1. （電視動畫「Chobits」片尾曲翻唱）
2. （電視動畫「東京地底奇兵」片尾曲）
3. VOICES
4. Silent Stream（「機器少年XAZSA」印象歌曲）
5. Satellite Song
6. （電視動畫「KURAU Phantom Memory」片頭曲）
7. WANNA BE AN ANGEL
8. sora no uta ver.

### 其他參與作品

#### 遊戲
- （PS遊戲「ベルデセルバ戦記（日语：ベルデセルバ戦記）～翼の勲章～」片頭曲）

光榮
- （PS遊戲「信長之野望全國版」印象歌曲）
- （PS遊戲「信長之野望戰國群雄傳」印象歌曲）
- （PS遊戲「信長之野望天翔記」印象歌曲）
- （PS遊戲「信長之野望霸王傳」印象歌曲）

Falcom
- （PC Game「魔域傳說」（七星魔法使）印象歌曲）
- Voyage De Roi（PC Game「DINOSAUR」（DINOSAUR ～Resurrection～）印象歌曲）
- （PC Game「屠龍劍系列英雄傳說」印象歌曲）
- LILIA（PC Game「伊蘇II」印象歌曲）
- （PC Game「伊蘇III」印象歌曲）

#### 動畫
- （動畫「帕盧姆之樹」印象歌曲，和二重唱）
- In my dreams（電視動畫「機動武鬥傳G GUNDAM」印象歌曲）
- （電視動畫「鬼神童子」印象歌曲）
- pieta（電視動畫「Gungrave」印象歌曲）
- （電視動畫「羅德斯島戰記-英雄騎士傳-」片尾曲）
- LOVE SONG（電視動畫「惡沙羅鬼」片尾曲）
- （電視動畫「風之聖痕」片尾曲A）
- （OVA「人魚傷痕」印象歌曲）
- （OVA第二片尾曲）
- The borderline／Idol Talk（超時空要塞OVA「Macross Plus」插入歌）
- The Moonlit Song（OVA「守護我的地球」印象歌曲）
- （OVA「電影少女」印象歌曲）
- （OVA「精靈使」插入歌）
- （「夢幻遊戲」印象歌曲）
- （動畫「狼與辛香料」第二季片頭曲）
- （動畫「魔王勇者」片尾曲）
- （動畫「Hand Shakers」片尾曲）
- （動畫「水星领航员」第三季 片尾曲）
- （動畫「水星领航员」第三季 插入曲）

#### 印象集
- （「機器少年XAZSA」印象歌曲）
- （「怪盜千面人」印象歌曲）
- （「人狼草紙」印象歌曲）
- （廣播劇「新·吸血姬美夕」印象歌曲）
- （「系列」印象歌曲）
- （印象歌曲）
- （印象歌曲）

#### 其他
- （WOWOW鐵道節目「Railway Story」片尾曲）
- （印象歌曲）

## 主要提供樂曲對象
- 天野由梨
- 石橋千惠
- 加藤泉
- 金井美香
- 草尾毅
- 桑田貴子
- ZABADAK（日语：ZABADAK）
- 櫻井幸子
- 櫻井智
- 椎名碧流
- 白鳥由里
- 鈴木真仁
- 種智子
- 田中理惠
- 手嶌葵
- 冬馬由美
- 永作博美
- 三重野瞳
- 宮村優子
- 宮本浩次
- 吉野千代乃
- 鷲尾伊沙子
- 渡邊滿里奈

## 外部連結
- VIRIDIAN HOUSE（オフィシャルサイト） （页面存档备份，存于）
- VIRIDIAN GARDEN（ファンクラブサイト） （页面存档备份，存于）
- 新居昭乃オフィシャルブログpowered by ameba （页面存档备份，存于）（2009年1月30日〜、アメーバブログ）
- French fan site （页面存档备份，存于）
- マーシュ・マロウ公式サイト，存于 - 新居昭乃がメンバーとして活動していたバンドのホームページ
- 新居昭乃的X（前Twitter）
- 新居昭乃的Instagram帳戶